# Kanton Rouvroy
Rouvroy was een kanton van het Franse departement Pas-de-Calais. Het kanton werd gecreëerd in 1985 en maakte sinds januari 2007 deel uit van het arrondissement Lens. Daarvoor behoorde het tot het arrondissement Arras.
Vanaf 2015 is het kanton opgeheven in uitvoering van het decreet van 24 februari 2014.

## Gemeenten
Het kanton Rouvroy omvatte de volgende gemeenten:
- Drocourt
- Méricourt (deels)
- Rouvroy (hoofdplaats)